# Wińsko
Wińsko is een dorp in het Poolse woiwodschap Neder-Silezië, in het district Wołowski. De plaats maakt deel uit van de gemeente Wińsko en telt 1600 inwoners.

## Verkeer en vervoer
Station Wińsko was tussen 1886 en 1992 een station in Wińsko. 